# ART+COM
ART+COM est une agence de design allemande basée à Berlin. L'entreprise se veut un studio de communication médiatique dans l'espace et conçoit des installations interactives, des espaces médiatiques et des architectures.

## Histoire
L'agence a été fondée en 1988 avec plusieurs personnes de différents domaines, artistes, designers, scientifiques et informaticiens de l'Université des Arts de Berlin et de la section berlinoise du Chaos Computer Club en tant qu'association de recherche sur l'ordinateur comme moyen de communication . Initialement, la recherche se concentrait sur la réalité virtuelle et la conception d'interfaces . L'œuvre présentée à Ars Electronica en 1992, le Zerseher, a propagé l'ordinateur comme nouveau médium artistique et l'interaction comme l'une de ses propriétés exceptionnelles. Le tableau Garçon avec un dessin d'enfant de Giovanni Francesco Caroto "fondait" partout où le spectateur regardait. Plus l'image numérique était visionnée longtemps, plus elle devenait abstraite. Le regard du spectateur était suivi au moyen d'un enregistrement des mouvements oculaires et un algorithme génératif contrôlait le changement de l'image en temps réel.
À partir de 1991, un navigateur planétaire a été conçu et développé pour visualiser des informations basées sur l'emplacement et dont la technologie a été déposée pour un brevet aux États-Unis en 1996. Le développement a été financé par BERKOM, une filiale de recherche et développement de Deutsche Telekom AG. En 1994, TerraVision a été présenté au public pour la première fois lors de la conférence de l'UIT à Kyoto. TerraVision (également T-Vision ou T_Vision) combinait des photos aériennes, des images satellites, des données d'altitude et de météo de la terre, à travers lesquelles il était possible de naviguer en temps réel. Le système a également été utilisé pour visualiser les plans du nouveau centre-ville de Berlin, qui étaient encore en développement à l'époque. Après une présentation au SIGGRAPH 1995, l'installation a été présentée dans le centre de démonstration SGI à Mountain View. Michael T. Jones, alors développeur en chef du département des bibliothèques graphiques de SGI, a ensuite fondé Keyhole Inc. et développé l'application Earth Viewer, qui a été renommée Google Earth après la vente de la société à Google.
En 1995, l'association a été fondée en une GmbH, qui trois ans plus tard a été transformée en une société anonyme non cotée.

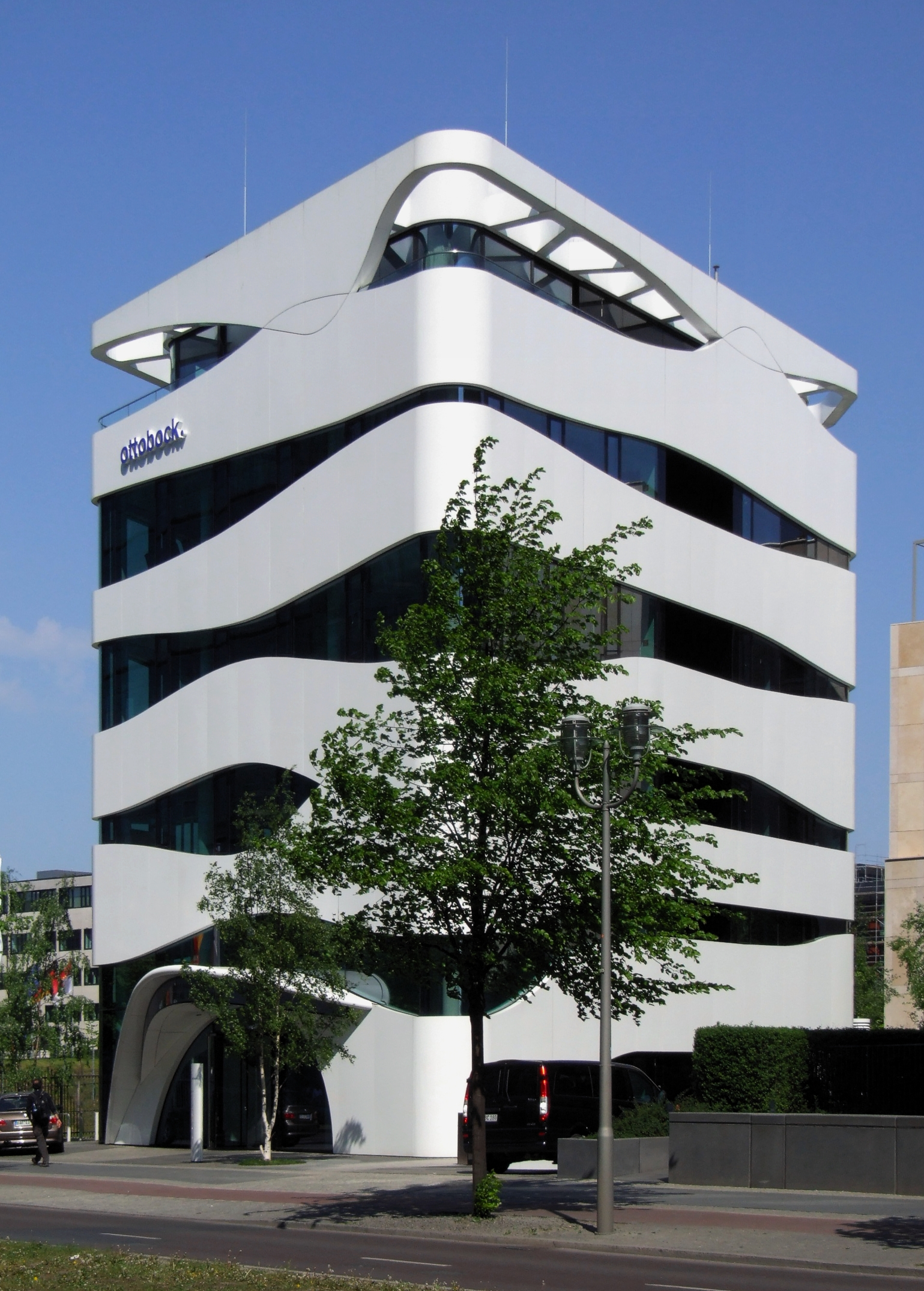
Centre des sciences Otto Bock à Berlin

En 1999, l'Urban Jungle Pack testé par Radio Fritz pour la transmission en direct d'images, de sons et de textes dans le cadre de la Love Parade, un « sac à dos de données » de 10 kg, a échoué en raison des performances insuffisantes du réseau cellulaire à l'époque. Dans les années suivantes, des virtualisations 3D de la recherche archéologique ont été présentées avec succès. TrojaVR a permis une visite de la Troie virtuelle et, dans le cadre du projet européen The Neanderthal Tools, des représentations tridimensionnelles des découvertes néandertaliennes précédemment connues et collectées ont été mises à la disposition des chercheurs du monde entier via Nespos à l'aide de scanners MRT et CT.
En 2004, avec l'installation floating.numbers au Musée juif de Berlin, une table multi-touch est présentée pour la première fois, sur laquelle la puissance des nombres et leur signification sont montrés. Avec la conception du Musée d'histoire naturelle de Berlin et des Jurascopes, des jumelles numériques qui placent les expositions de dinosaures dans leur environnement d'origine, l'exposition La Nouvelle Autriche au Belvédère de Vienne en 2005 et de nombreuses salles d'exposition pour des présentations d'entreprises et de produits, l'entreprise a déménagé son Focus sur les installations interactives dans l'espace.
La conception médiatique du musée BMW de Munich avec la mediatecture, un espace intérieur rempli de plus de 1,7 million de LED sur une superficie de plus de 700 m2 et pouvant réagir aux visiteurs via le suivi de caméra, et la sculpture cinétique primée, l'Art + Com a réalisé le processus créatif dans le développement automobile au moyen de 714 billes métalliques suspendues et contrôlées individuellement, réalisées en coopération avec le bureau d'architecture Atelier Brückner . L' exposition Level Green dans l'Autostadt et le Otto Bock Science Center, pour lesquels les expositions interactives et la façade médiatique ont été conçues et développées, ont été achevées en 2009. L'année suivante, le Boulevard der Stars, conçu conjointement avec Graft, a été inauguré sur la Potsdamer Platz à Berlin.
ART+COM a obtenu un brevet pour cette technologie aux États-Unis. La publication du logiciel Google Earth, en 2001 donne lieu à un litige juridique aux États-Unis (2014-2017), qui est finalement tranché en faveur de Google. L'histoire de ce litige est filmée par Netflix, en 2021, sous la forme d'une mini-série intitulée The Billion Dollar Code. À cette fin, les réalisateurs ont mené au préalable des entretiens intensifs avec les développeurs impliqués d'ART+COM, qui ont également donné lieu à une featurette d'une demi-heure intitulée Making The Billion Dollar Code.
L'exposition permanente du Futurium de Berlin, conçue par Art + Com et Schiel Projekt, a ouvert ses portes en 2019 et a reçu un Golden Nail du Art Directors Club  et le European Museum Prize  l'année suivante.